# 凱薩酋長足球俱樂部
凱薩酋長足球俱樂部（Kaizer Chiefs FC）是南非職業足球俱樂部。曾多次奪得南非足球超級聯賽冠軍。與鄰近地區的奧蘭多海盜為世仇。他们被誉为南非地区最强的球队。

## 外部連結
- 官方網站（页面存档备份，存于）